# Brian White
Pour les articles homonymes, voir White.
Brian White (1902-1984) est un auteur de bande dessinée et animateur britannique surtout connu pour son comic strip The Nipper publiée dans le Daily Mail de 1933 à 1947.